# Mark E. Ferguson

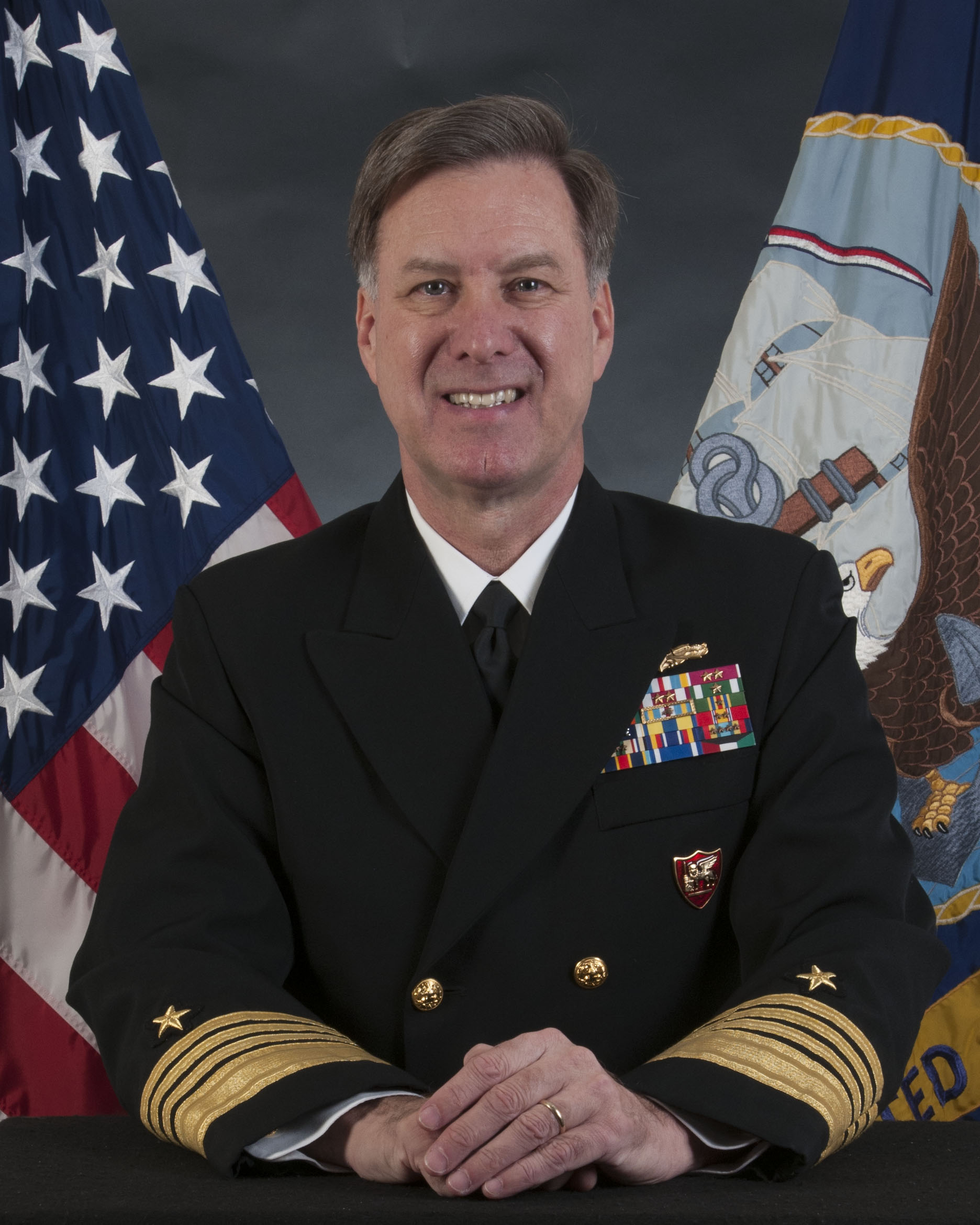
Mark Ferguson (2014)

Mark E. Ferguson III. (* 30. Oktober 1956 in Neufundland, Kanada) ist ein ehemaliger Admiral der United States Navy (USN). Zwischen dem 22. Juli 2014 und dem 7. Juni 2016 war er Befehlshaber der U.S. Naval Forces Europe (USNAVEUR), der U.S. Naval Forces Africa (USNAVAF) und des Allied Joint Force Command Naples (JFC Naples).
Zuvor diente Ferguson vom 22. August 2011 bis zum 30. Juni 2014 als stellvertretender Chef für Marineoperationen.

## Ausbildung
Ferguson wurde in Neufundland geboren, wuchs aber in Maryland auf und erhielt sein Offizierspatent 1978 im Anschluss an ein Studium an der U.S. Naval Academy. Seine weitere Ausbildung umfasst unter anderem einen Masterabschluss in Informatik von der Naval Postgraduate School.

## Auszeichnungen
Auswahl der Dekorationen, sortiert in Anlehnung an die Order of Precedence of Military Awards:
- Navy Distinguished Service Medal mit goldenem Stern
- Defense Superior Service Medal
- Legion of Merit mit drei goldenen Sternen
- Meritorious Service Medal mit zwei goldenen Sternen
- Navy & Marine Corps Commendation Medal
- Navy & Marine Corps Achievement Medal
- National Defense Service Medal
- Southwest Asia Service Medal
- Global War on Terrorism Service Medal